# Premiul Globul de Aur pentru cea mai bună actriță (muzical/comedie)
Premiul Globul de Aur pentru cea mai bună actriță într-un muzical sau comedie (engleză Best Performance by an Actress in a Motion Picture - Musical or Comedy) este un premiu cinematografic decernat anual începând cu anul 1951 de către „Hollywood Foreign Press Association”.

## Lista laureatelor
- 1951: Judy Holliday în Born Yesterday
- 1952: June Allyson în Too Young to Kiss
- 1953: Susan Hayward în With a Song in My Heart
- 1954: Ethel Merman în Call Me Madam
- 1955: Judy Garland în A Star is Born
- 1956: Jean Simmons în Guys and Dolls
- 1957: Deborah Kerr în The King and I
- 1958: Kay Kendall în Les Girls
- 1959: Rosalind Russell în Auntie Mame
- 1960: Marilyn Monroe în Unora le place jazz-ul
- 1961: Shirley MacLaine în The Apartment
- 1962: Rosalind Russell în A Majority of One
- 1963: Rosalind Russell în Gypsy
- 1964: Shirley MacLaine în Irma la douce
- 1965: Julie Andrews în Mary Poppins
- 1966: Julie Andrews în The Sound of Music
- 1967: Lynn Redgrave în Georgy Girl
- 1968: Anne Bancroft în The Graduate
- 1969: Barbra Streisand în Funny Girl
- 1970: Patty Duke în Me, Natalie
- 1971: Carrie Snodgress în Diary of a Mad Housewife
- 1972: Twiggy în The Boy Friend
- 1973: Liza Minnelli în Cabaret
- 1974: Glenda Jackson în A Touch of Class
- 1975: Raquel Welch în The Three Musketeers
- 1976: Ann-Margret în Tommy
- 1977: Barbra Streisand în A Star is Born
- 1978: ex æquo Diane Keaton în Annie Hall și Marsha Mason în The Goodbye Girl
- 1979: ex æquo Ellen Burstyn în Same Time, Next Year și Maggie Smith în California Suite
- 1980: Bette Midler în The Rose
- 1981: Sissy Spacek în Coal Miner's Daughter
- 1982: Bernadette Peters în Pennies from Heaven
- 1983: Julie Andrews în Victor/Victoria
- 1984: Julie Walters în Educating Rita
- 1985: Kathleen Turner în Romancing the Stone
- 1986: Kathleen Turner în Prizzi's Honor
- 1987: Sissy Spacek în Crimes of the Heart
- 1988: Cher în Moonstruck
- 1989: Melanie Griffith în Working Girl
- 1990: Jessica Tandy în Driving Miss Daisy
- 1991: Julia Roberts în Pretty Woman
- 1992: Bette Midler în For the Boys
- 1993: Miranda Richardson în Enchanted April
- 1994: Angela Bassett în What's Love Go To Do With It
- 1995: Jamie Lee Curtis în True Lies
- 1996: Nicole Kidman în To Die For
- 1997: Madonna în Evita
- 1998: Helen Hunt în As Good As It Gets
- 1999: Gwyneth Paltrow în Shakespeare îndrăgostit
- 2000: Janet McTeer în Tumbleweeds
- 2001: Renée Zellweger în Nurse Betty
- 2002: Nicole Kidman în Moulin Rouge !
- 2003: Renée Zellweger în Chicago
- 2004: Diane Keaton în Something's Gotta Give
- 2005: Annette Bening în Being Julia
- 2006: Reese Witherspoon în Walk the Line
- 2007: Meryl Streep în The Devil Wears Prada
- 2008: Marion Cotillard în La Môme
- 2009: Sally Hawkins în Happy-Go-Lucky
- 2010: Meryl Streep în Julie & Julia
- 2011: Annette Bening în The Kids Are All Right
- 2012: Michelle Williams în My Week with Marilyn
- 2013: Jennifer Lawrence în Silver Linings Playbook
- 2014: Amy Adams în American Hustle
- 2015: Amy Adams în Big Eyes
- 2016: Jennifer Lawrence în Joy
- 2017: Emma Stone în La La Land
- 2018: Saoirse Ronan în Lady Bird
- 2019: Olivia Colman în The Favourite
- 2020: Awkwafina în The Farewell
- 2021: Rosamund Pike în I Care a Lot
- 2021: Rachel Zegler în West Side Story
- 2022: Michelle Yeoh în Everything Everywhere All at Once
- 2023: Emma Stone în Poor Things
- 2024: Demi Moore în The Substance